# Eotithoes
Eotithoes is een kevergeslacht uit de familie van de boktorren (Cerambycidae). De wetenschappelijke naam van het geslacht werd voor het eerst geldig gepubliceerd in 1983 door Quentin & Villiers.

## Soorten
Eotithoes is monotypisch en omvat slechts de volgende soort:
- Eotithoes palinii (Hope, 1843)